# Vérin
Vérin este o comună în departamentul Loire din sud-estul Franței. În 2009 avea o populație de 697 de locuitori.

## Evoluția populației
| An        | 1975 | 1982 | 1990 | 1999 | 2006 | 2009 |
| --------- | ---- | ---- | ---- | ---- | ---- | ---- |
| Populație | 411  | 435  | 512  | 577  | 722  | 697  |